# Dave Karofsky
David "Dave" Karofsky est un personnage de fiction récurrent de la série  Glee de la Fox. Ce personnage est interprété par l'acteur Max Adler, et apparaît dans Glee dès la première saison, dans l'épisode "Que La honte Soit Avec Toi", sorti le 21 octobre 2009. À l'origine uniquement connu par son nom de famille, Karofsky se présente comme un voyou et un membre de l'équipe de foot de McKinley High qui, avec un autre joueur de l’équipe, Azimio Adams (James Earl), tourmentent habituellement les membres du Glee Club du lycée, les New Directions. Plus tard dans la saison, on le sait membre de l'équipe de football puis joueur dans la saison 2. Karofsky se révèle être un homosexuel n’ayant pas encore fait son coming-out. Bien qu’il ne soit pas sorti du placard jusqu’à la fin de la saison, il arrête ses harcèlements et gagne l’élection de Junior Prom King. Il change de lycée pour entrer en junior year.
À l’origine, Karofsky est utilisé comme un sportif voyou ordinaire, mais le talent d’acteur de Max Adler a impressionné le co-créateur de la série Ryan Murphy. Il développe le rôle de Karofsky dans la seconde saison en le faisant martyriser spécifiquement le membre gay du Glee Club, Kurt Hummel (Chris Colfer), se révélant être lui-même gay, bien qu’encore de façon cachée. Cette révélation suscite une vague de réactions de téléspectateurs qui pensent qu’il est important pour la série de montrer « la confusion et la torture que quelqu’un peut s’infliger en restant au placard ». Le public a été impressionné par la performance d’Adler en tant que Karofsky, dont Michael Slezak de ‘’TVLine’’, qui l'a caractérisé d’ « étonnement nuancée » et d’ «une profondeur incroyable » ; et  Todd VanDerWerff du A.V. Club qui appela Karofsky l’un des « personnages qui m’intéressent le plus » au moment de l’épisode final de la saison 2. 

## Résumé
Dans la première saison, Karosfky apparaît dans cinq épisodes. C’est un athlète et un voyou, à l’origine membre de l’équipe de hockey de McKinley High.  Il fait sa première apparition dans l’épisode "Que La honte Soit Avec Toi" où il jette une boisson au capitaine de l’équipe de football Finn Hudson (Cory Monteith). Il est ensuite dans l’épisode " Promotion matelas ", associé à Azimio Adams, un joueur de l’équipe de football (James Earl), et écrit sur le visage de Finn au marqueur noir pour montrer comment ils tagueront la photo du Glee Club dans l’album de fin d’année, ce qu’il fait à la fin de l’épisode. Dans "Complètement Gaga", il est dans l’équipe de football avec Azimio et ils bousculent Kurt Hummel (Chris Colfer) et Tina Cohen-Chang (Jenna Ushkowitz) contre les casiers à cause de leurs costumes de Lady Gaga (ce qui faisait partie d’un de leurs devoirs pour le Glee Club). 
Karofsky est présent dans les onze premiers épisodes de la deuxième saison continuant ses brutalisations. Dans le sixième épisode « Premiers Baisers », il attaque Kurt en le plaquant contre un casier. Kurt le poursuit pour le confronter et Karosfky, très agité, l’attrape brutalement et l’embrasse. Avant qu’il ne continue en un second baiser, Kurt le repousse et Karosfky s’enfuit. Kurt et son nouvel ami gay Blaine Anderson (Darren Criss) essaient plus tard de lui parler à propos de la vie au placard d’un gay mais il nie le baiser et continue aussitôt ses brutalités. Il menace même Kurt de le tuer s'il parle du baiser à quelqu'un d'autre. 
Le père de Kurt, Burt (Mike O'Malley), découvre qu’il y a eu menace mais ne sait pas pour le baiser et Karosfky est rapidement expulsé ; il est cependant autorisé à revenir au lycée par le conseil d’administration, car il n’y a eu aucun témoin des violences envers Kurt. Ce dernier part alors à la Dalton Academy pour lui échapper.
L’équipe de football est sélectionnée pour le championnat mais l’animosité entre les membres et non-membres du Glee Club influe sur les performances de l’équipe. Dans l’épisode Le camp des zombies, le coach Beiste (Dot Jones) et le directeur du Glee Club Will Schuester (Matthew Morrison) forcent toute l’équipe à faire partie du Glee Club pour une semaine pour aplanir les différences et effacer les préjugés. Will qualifie Karofsky de bon chanteur et danseur mais quand l’équipe de hockey attaque celle de football pour leur activité dans le Glee Club, Karofsky mène une grève surprise suivie par tous les non-membres de Glee et Beiste les vire de l’équipe. Le soir de la finale, les membres de l’équipe, sauf Karosfky, s’adoucissent juste avant le show de mi-temps, que l’équipe et le Glee Club produisent ensemble. Karofsky les rejoint quand il voit que la bonne réaction de la foule. L’équipe finit par remporter le match. Plus tard, au lycée, Finn propose à Karosfky de rejoindre le Glee Club et de présenter ses excuses à Kurt mais Karosfky refuse, car la victoire au championnat l’a replacé en haut de l’échelle sociale.
Karosfky apparaît dans trois autres épisodes plus tard dans la saison 2. Santana Lopez (Naya Rivera) décide dans l’épisode « Être Ou Ne Paraître » qu’elle veut être la reine du bal. Elle aperçoit  Karosfky et réalise qu’il pourrait être un bon roi du bal avec elle juste avant de le voir mater les fesses d’un étudiant. Elle se rend compte qu’il est autant dans le placard qu’elle. Elle lui fait du chantage pour qu’il fasse équipe avec elle en tant que faux couple et qu’il la rejoigne dans le lancement d’un club anti-intimidation, avec l’intention de faire revenir Kurt à McKinley. Karosfky s’excuse auprès de Kurt dans le bureau du Principal Figgins (Iqbal Theba), en présence de Will, et de leurs pères respectifs Paul (Daniel Roebuck)  et Burt ; Kurt est heureux de revenir. Dans l’épisode ” La reine de la promo », avec le bal à moins d’une semaine, Karosfky et Santana s’arrangent pour garder Kurt au lycée quand ils apprennent qu’il amènera Blaine comme cavalier. Karosfky, en pleurs, dit à Kurt à quel point il est désolé de tout ce qu’il lui a fait subir. Au bal, Karosfky est élu roi du bal mais Santana n’est pas élu reine ; à la place, Kurt, épouvanté, remporte le titre. Alors qu’ils se dirigent vers la piste pour la danse traditionnelle de roi et reine du bal, Kurt suggère  que c’est l’occasion pour Karosfky de faire son coming-out et de « faire la différence » mais Karosfky n’est pas prêt et part.
Il apparaît ensuite dans l’épisode de la saison 3 « The First Time ». Il a été transféré dans un autre lycée pour sa senior year, craignant d’être obligé de sortir du placard s’il restait. Il voit Kurt dans un bar gay et lui dit qu’il y est un habitué et qu’il s’y sent accepté. Il est l’admirateur secret de Kurt pour la St. Valentin dans l’épisode “Heart” et est reconnu après qu’il l’a dit à Kurt.
Dans l’épisode ”On My Way” de la saison 3, Karosfky tente de se suicider à cause de ses amis raillant son homosexualité.
On le revoit dès le début de la saison 6. C'est le nouveau petit ami de Blaine.

## Développement

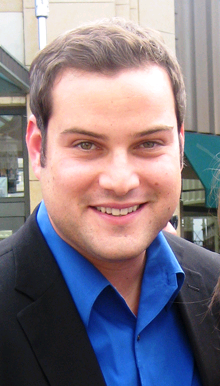
Max Adler joue Dave Karofsky.

Dave Karosfky est interprété par Max Adler. Pour l'acteur, son rôle se résumait à un épisode seulement  mais il revint une fois encore avant la fin de la première moitié de la saison 1, puis trois fois dans les neuf épisodes de la seconds moitié de cette saison. Le dernier de ceux-ci, "Complètement Gaga", écrit et dirigé par le co-créateur de la série Ryan Murphy, se trouva être un tournant : Murphy est impressionné par son jeu d’acteur et veut écrire plus pour lui.
Bien que Karosky commence la seconde saison comme une vulgaire brute, Murphy sous-entend à Adler qu'il y en aurait plus pour son personnage. D'après Adler, Murphy est venu le voir pour la première de la saison 2 et lui a dit, "On vient d'écrire des trucs géniaux pour toi dans l'épisode 6." L'acteur se souvient: "Je n'avais aucune idée de ce que ça voulait dire jusqu'à ce que je le lise !" Adler s'était souvent demandé les raisons du comportement de son personnage : "Je savais qu'il y avait une raison à sa colère, à sa brutalité et qui le poussait à rendre la vie des autres un véritable enfer."  Bien qu'il ait envisagé de nombreuses idées pour Karosfky - "Peut-être qu'il était jaloux du Glee Club, peut-être qu'il était gay, il y a des millions de possibilités"— , quand il a reçu le script de l'épisode, il "a été aussi choqué que tout le monde" quand son personnage embrasse Kurt, et il a "pensé que c'était génial de faire aller ce personnage dans cette direction." 
Il y eut une forte réaction du côté du public. Adler dit : "Beaucoup de fans m'ont exprimé à quel point ce personnage était important parce que c'est important de voir la bataille interne, la confusion et la torture qu'une personne qui n'est pas sortie du placard peut s'infliger." Il veut que Karosfky "s'accepte et se déclare parce que [il pense que] ça serait une lueur d'espoir pour tous ceux pour qui c'est difficile" et note que "les gens prennent espoir par "Glee". Il dit aussi, "Je pense que Ryan Murphy croit en ce que je fais avec ce personnage, ce qui est un sacré compliment de sa part."  Murphy affirme sa préférence pour des futurs développements positifs et annonce début janvier 2011, "Cette série est de nature optimiste et je pense qu'un personnage comme Karosfky  pourrait se tourner vers l'alcool, les médicaments ou se tuer ou faire quelque chose de sombre. Mais j'adore aussi Max et j'adore son personnage et j'aimerais qu'il ait un happy ending."  À un moment de l'histoire d'intimidation, Karofsky menace de tuer Kurt, une scène qu'Adler qualifie d' "intense, saisissant, terrifiant, horrifiant, cependant, en même temps, déchirant… Il y des gamins qui m'ont envoyé des messages depuis cet épisode en me disant qu'ils avaient entendu cette réplique jour après jour à l'école." et ils ont peur d'y aller à cause de ça.
En plus de son orientation sexuelle nouvellement révélée, d'autres aspects de sa personnalité ont été explorés. Dans "Le Sue Silvester Show", quand l'équipe de football est forcée à travailler  une semaine avec le Glee Club que Karofsky et les autres membres ont humilié. Le "bon côté" de sa personnalité est montré, surtout quand il se produit sur scène avec le Glee Club. Après que le directeur du club l'a surpris en le complimentant, Karofsky suggère que l'équipe fasse un numéro musical supplémentaire pour la mi-temps du match qu'ils préparent, bien que les raisons qu'il donne sous-entendent une nécessité de conserver leur statut social plutôt que quelque chose qu'il veut vraiment faire. "J'ai l'impression que ça l'a rendu vraiment heureux et, de toute évidence, il a des compétences naturelles que M. Shuester a pu voir. Je ne pense pas qu'il ne se soit jamais permis de faire ça, danser ou apprendre une chanson, surtout faire ça en public… Le faire était un gros obstacle à franchir. " " Dans "Furt" et "Born This Way", on apprend qu'il a été louveteau et très bon élève.
Cependant, son comportement a empiré dans l'épisode précédent avant de s'améliorer plus tard,. Bien que le club anti-intimidation de Karofsky et Santana dans "Born This Way" a été créé avec des arrière-pensées, Karofsky s'excuse en larmes à Kurt dans "La reine de la promo" et insiste ensuite pour que Kurt attende d'être entouré et en sécurité avant le prochain cours,.

## Réception
Les premières et nombreuses critiques significatives envers Karosfky sont suscitées pour le sixième épisode de la saison 2, “Premiers Baisers”.